# Luis Antonio Robles Suárez
Luis Antonio Robles Suárez (Riohacha, 24 d'octubre de 1849 - Bogotà, 22 de setembre de 1899), també conegut com "El Negro Robles", fou un advocat i polític colombià. Va ser el primer afro-colombià en formar part d'un gabinet ministerial a Colòmbia com a Secretari del Ministeri d'Hisenda i Crèdit Públic durant l'administració del President Aquileo Parra Gómez. També va ser el primer afro-colombià membre de la Cambra de Representants per Magdalena, i el primer Governador colombià d'un Departament, va ser el 16è President de l'Estat Sobirà de Magdalena., Va graduar-se en dret per la Universitat de Rosario el 1872, convertint-se també en el primer afro-colombià que var exercir com a advocat a Colòmbia.

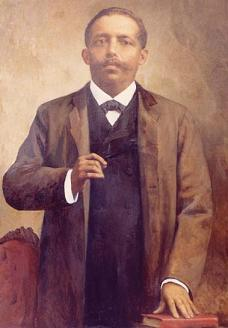
Oli sobre tela de Luis Antonio Robles fet per Epifanio Julián Garay i Caicedo.

Nascut el 24 d'octubre de 1849 en el llogarret de Camarones, en el municipi de Riohacha, llavors part de la província de Riohacha, en el Departament de Magdalena, Nou Granada; els seus pares eren Luis Antonio Robles i Manuela Súarez, ambdós negres lliberts de moderats mitjans.
Va morir el 22 de setembre de 1899 per una Infecció urinària en la seva residència le Maison Doré en Bogotà a l'edat de 49. La seva casa d'infantesa a Camarones va ser designada com a monument nacional i les seves restes, que havien estat enterrades en el Cementiri Central de Bogotà, van ser transportades per ser enterrades a la seva casa d'infància, actualment una Casa de cultura, biblioteca i centre de formació.